# Skrewdriver
Skrewdriver var et britisk punk/skinhead/Oi!-band. De kommer fra den engelske byen Blackpool. Bandet begyndte som et normalt punkband stærkt inspireret af Sex Pistols. Skrewdriver var et band med nazistiske og nationalistiske tekster og holdninger. Bandet bliver regnet som pionerer inden for "white power"-musikken. Bandet udgav 10 studiealbum.